# Katedra w Limburgu
Katedra Świętych Jerzego i Mikołaja (niem. Georgsdom) – katolicka katedra znajdująca się w Limburgu, w Niemczech na terenie Hesji. Wzniesiona została na wysokim wzgórzu górującym nad miastem położonym nad rzeką Lahn. Pod wezwaniem świętego Jerzego i Mikołaja. Jeden z cenniejszych przykładów architektury późnego romanizmu i wczesnego gotyku.

## Dzieje

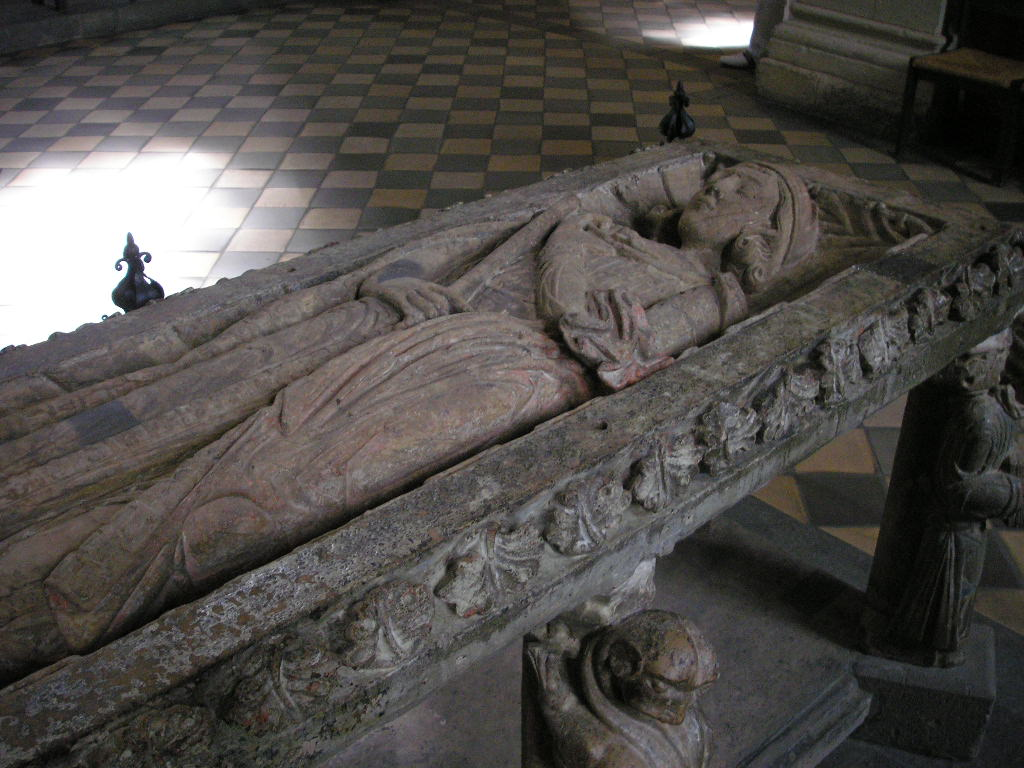
Grobowiec stołowy hrabiego Konrada Kurzbolda, który ufundował pierwszy kościół

Pierwszy kościół na „Skale Limburskiej” zbudowano w 910 r. z inicjatywy miejscowego grafa Konrada Kurzbolda. Poniżej posadzki dzisiejszej świątyni zachowały się relikty tego kościoła. Czas położenia kamienia węgielnego nie jest znany. Szacuje się, iż budowę obecnego kościoła zaczęto pomiędzy 1190 a 1200. Kościół konsekrował w 1235 Theoderich von Wied – arcybiskup Trewiru. Dawny kościół klasztorny St. Georg w 1827 otrzymał godność kościoła katedralnego na terenie nowej diecezji limburskiej. Pierwszym biskupem został Jakob Brand (1827–1833).

## Architektura

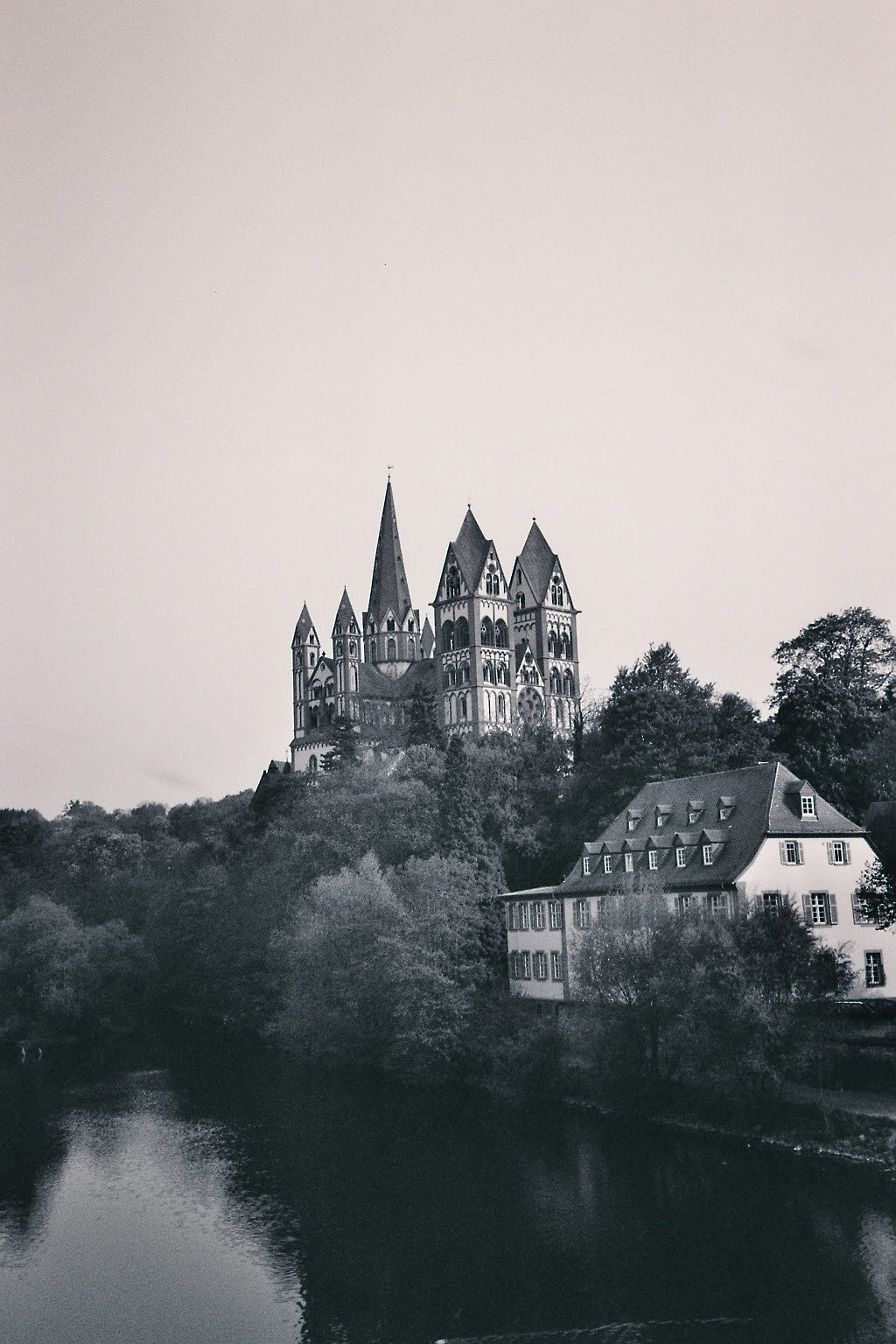
Widok ogólny na wzgórze katedralne

Kościół jest trójnawową bazyliką z transeptem i prezbiterium z ambitem. Korpus nawowy jest czteroprzęsłowy, natomiast chór ma jedno przęsło i zamkniętą trójbocznie absydę. O ile od zewnątrz przeważają wątki romańskie, zarówno w artykulacji elewacji, jak i w strukturze przestrzennej, o tyle wnętrze kościoła jest syntezą elementów romańskich i wczesnogotyckich. Nakryte jest sklepieniem krzyżowo-żebrowym, które jest wsparte na służkach przylegających do monumentalnych prostokątnych filarów. Elewacje ścian nawy i prezbiterium są podzielone na cztery kondygnacje. Trzy z nich tworzą rzędy arkad otwierających się do naw bocznych, empor umieszczonych zarówno nad nawami bocznymi, jak i ambitem oraz ciąg triforium złożonym z czterech małych arkad w danym przęśle. Najwyższą kondygnację przepruto oknami. Światło wpada do wnętrza również z okien w nawach bocznych i emporach. Artykulacja ścian jest niemal jednolita, arkady empor korpusu nawowego i powyżej ambitu mają inny podział – w pierwszym przypadku składają się z par mniejszych arkad, w drugim znajdują się po trzy arkady, z jedną większą flankowaną przez dwie mniejsze. Pomimo złożonej struktury architektura wnętrza jest przejrzysta i czytelna, co nadaje jej romańskiej surowości. Natomiast kilkukondygnacyjny podział wnętrza, wyeksponowanie służek oraz innych elementów wertykalnych łączy się z recepcją wczesnej sztuki gotyckiej.
Od zewnątrz kościół sprawia wrażenie bardzo zwartej i kubicznej bryły. Niemalże w całości pozbawiona dekoracji rzeźbiarskiej architektura elewacji zewnętrznych ma liczne podziały za pomocą lizen, arkadowych fryzów, profilowanych blend oraz okien, co jest wyeksponowane przede wszystkim na zachodniej fasadzie. Wieże zachodnie są wielokondygnacyjne, flankują oś środkową z głównym portalem oraz dużą rozetą.
O plastyczności bryły budowli decyduje charakterystyczna dla katedry wielobarwna dekoracja malowanych ścian, co eksponuje jej strukturę architektoniczną. Kolorystyka elewacji oscyluje wokół bieli, nasyconych cynobrów, czerwieni, ochry, czerni i w mniejszym stopniu zieleni. Efekt ten jest rezultatem konserwacji świątyni w latach 1968 do 1972, która była konsekwencją odkrycia fragmentów oryginalnej późnoromańskiej dekoracji, zamalowanej podczas wcześniejszej konserwacji w latach 1872–1873.

### Wieże i dzwony

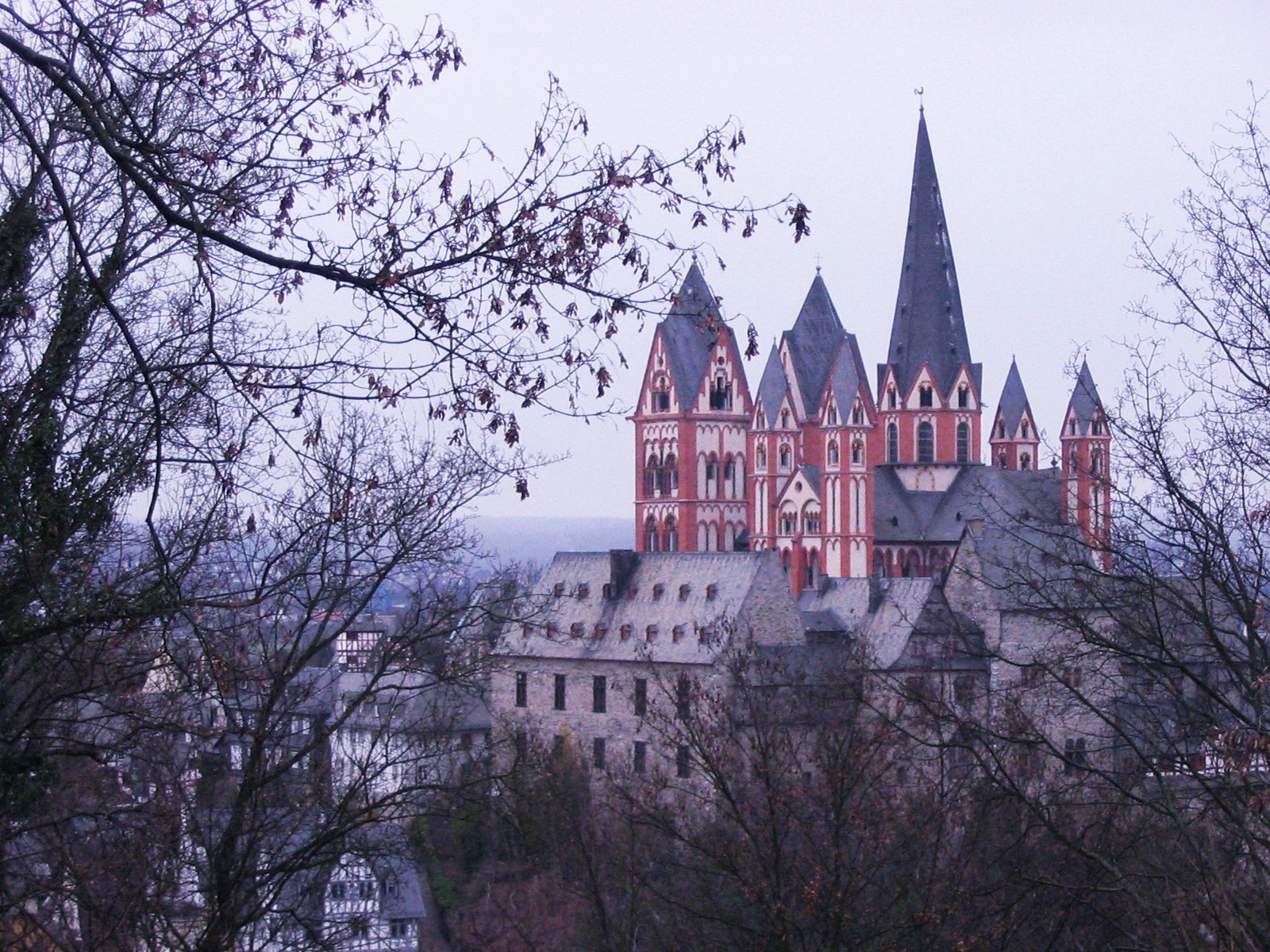
Widok na katedrę od strony północno-wschodniej

Uwagę zwraca wertykalność budowli, co świadczy o recepcji dzieł wczesnego gotyku francuskiego. Spójna, zwarta bryła najeżona jest aż siedmioma wieżami; dwie zachodnie, po dwie flankujące elewacje transeptu oraz najwyższa na planie oktogonu na skrzyżowaniu naw. Zwieńczona jest smukłym ostrosłupowym hełmem. Liczba wież – podporządkowana ideowej treści – symbolizuje siedem sakramentów.
Zachodnie wieże katedry w Limburgu kryją zespół dziewięciu dzwonów. Siedem z nich zawieszonych jest na północnej wieży. Największy i najmniejszy dzwon zawierają resztki spiżu ze starszych dzwonów przelanych w 1906 w ludwisarni Petit & Gebr. Edelbrock w Gescher w Nadrenii. Natomiast dzwony o dźwiękach (a0 c¹ d¹ e¹ g¹ a¹) zostały zniszczone podczas II wojny światowej. W 1949 odlano pięć nowych dzwonów:
| Nazwa    | Dźwięk | Waga (w kg) | Średnica (w cm) |
| -------- | ------ | ----------- | --------------- |
| Jerzy    | a0 ±0  | 4466        | 191             |
| Salvator | c¹ -2  | 2543        | 160             |
| Maria    | d¹ -1  | 1743        | 141             |
| Józef    | e¹ -2  | 1137        | 124             |
| Konrad   | f¹ -2  | 998         | 117             |
| Mikołaj  | g¹ -2  | 648         | 103             |
| Bernhard | a¹ +1  | 468         | 91              |

W południowej wieży wiszą dwa średniowieczne dzwony. Większy, „Sterm” (Sturmglocke) odlany około 1200–1250, bije w piątki o godz. 15.00 jako znak pamięci o śmierci Chrystusa. Mniejszy dzwon zegarowy (Uhrglocke) odlano w 1447. Obecnie jego dźwięk zawiadamia o chrzcinach odbywających się w kościele.
| Nazwa          | Dźwięk | Waga (w kg) | Średnica (w cm) |
| -------------- | ------ | ----------- | --------------- |
| Sterm          | g¹     | 590         | 102,5           |
| Dzwon zegarowy | d² +9  | 260         | 67,3            |

### Nawiązania
Ten typ architektoniczny był znany na terenie całej Północnej Nadrenii. Z licznych przykładów sztuki późnoromańskiej można wymienić m.in. kościoły w Xanten, Andernach lub Koblencji. Katedra w Limburgu była inspiracją dla kilku dzieł powstałych w dobie dominacji historyzmu. Z przykładów w Polsce można wymienić dwa kościoły neoromańskie na Śląsku: kościół św. Jacka w Bytomiu, oraz kościół klasztorny OO. Franciszkanów w Panewnikach (obecnie dzielnica Katowic). Charakterystyczna sylwetka kościoła znana jest również w dziejach filatelistyki oraz na odwrocie banknotu 1000 marek trzeciej emisji (1964).

## Wystrój wnętrza
- Polichromia – zachowana fragmentarycznie w różnych partiach kościoła z XIII w. Przedstawia m.in. cykle scen z życia apostołów oraz świętych Mikołaja i Jerzego – patronów świątyni.
- Sakramentarium (tabernakulum) wysokie na 9 m. w kształcie wieży, z bogatą dekoracją architektoniczno-rzeźbiarską (m.in. figurki aniołów i proroków). Dzieło datowane jest na rok 1496.
- Chrzcielnica – z połowy XIII stulecia, kamienna z bogata dekoracją reliefową, którą tworzą motywy roślinne oraz pojedyncze portrety.
- Późnogotycka figura Piety z ok. 150.
- Barokowy krucyfiks z początku XVIII w.
- Nagrobek Konrada Kurzbolda, fundatora katedry, piaskowcowy, wykonany w 2 ćw. XIII w. Składa się z płyty, którą dźwiga sześć pełnoplastycznych figur. Na płycie płaskorzeźbiony wizerunek zmarłego.
- Zespół epitafiów późnogotyckich, manierystycznych i barokowych XV–XVIII w.

## Galeria

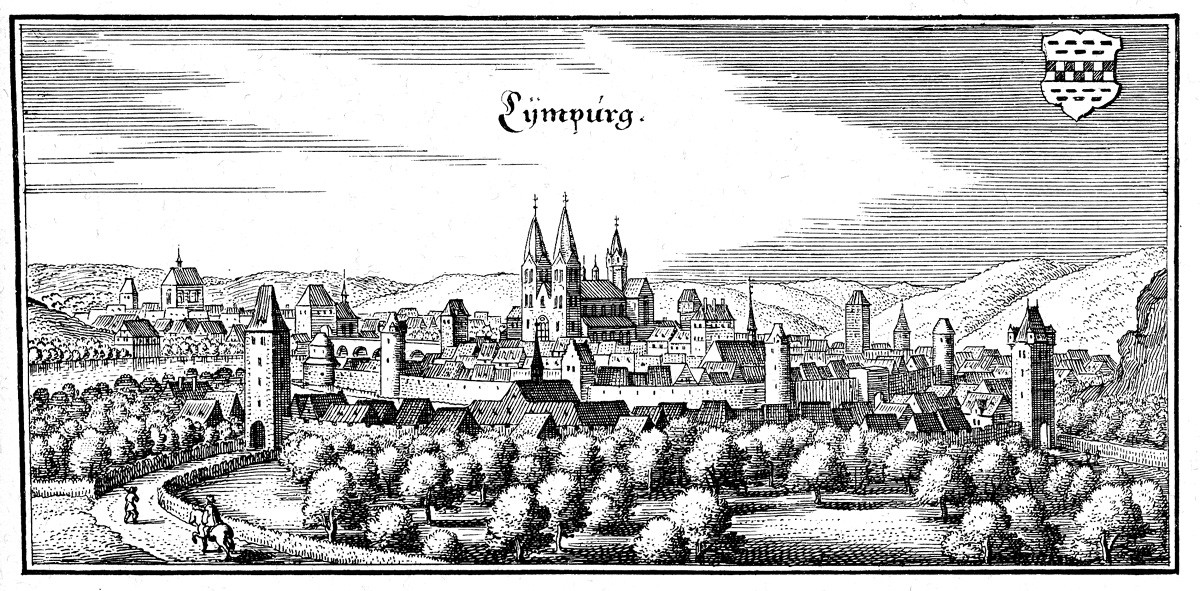
Widok na kościół i miasto – miedzioryt z ok. 1655
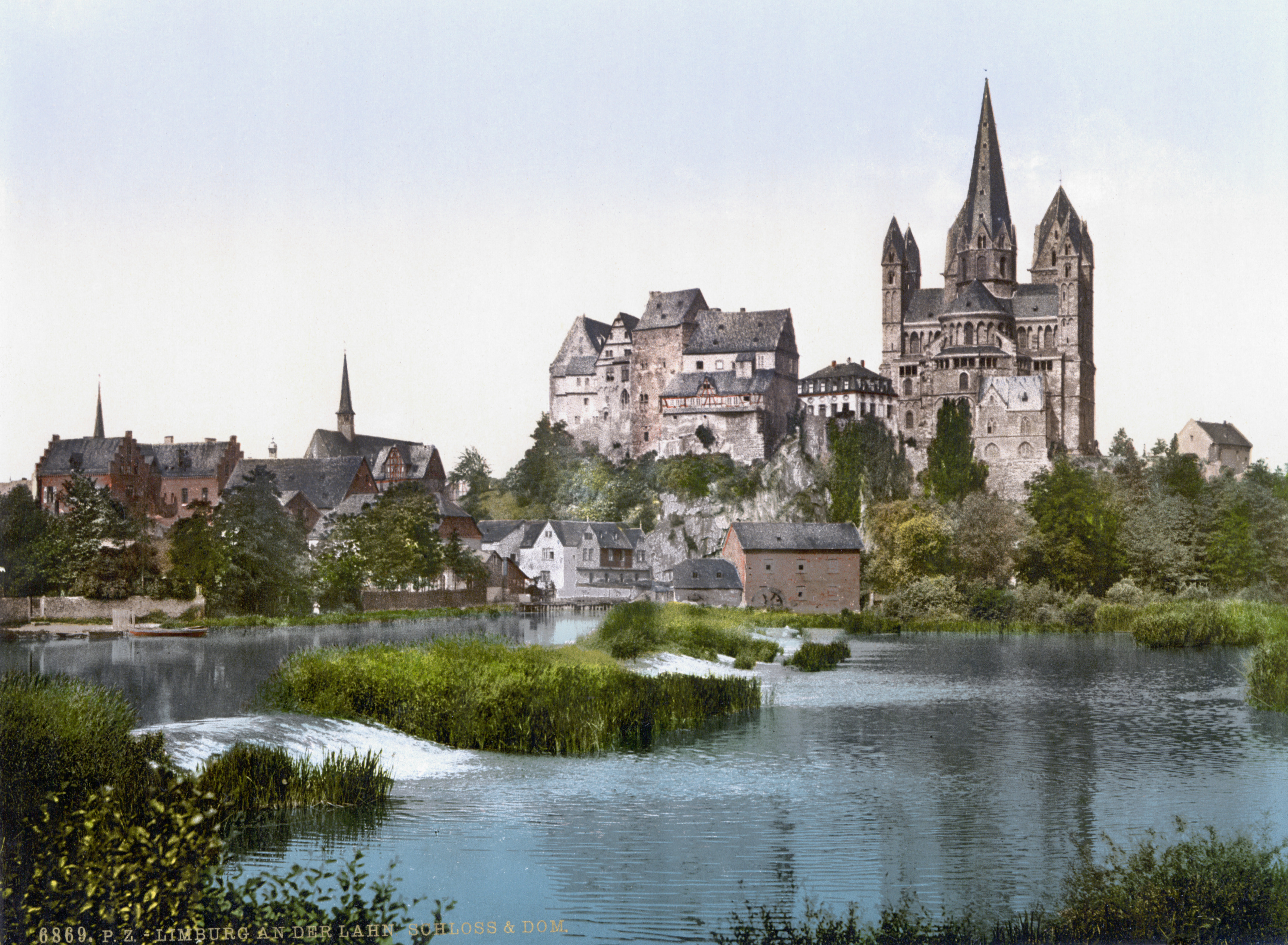
Katedra z zamkiem ok. 1900
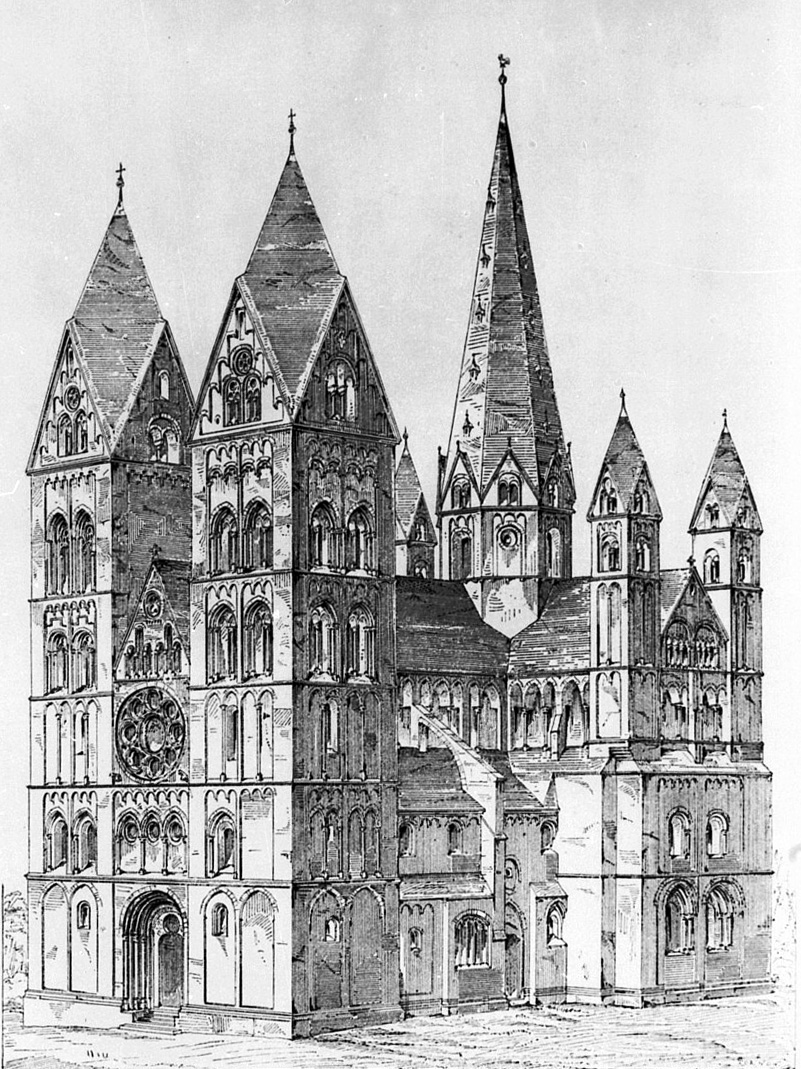
Rysunek z 1884
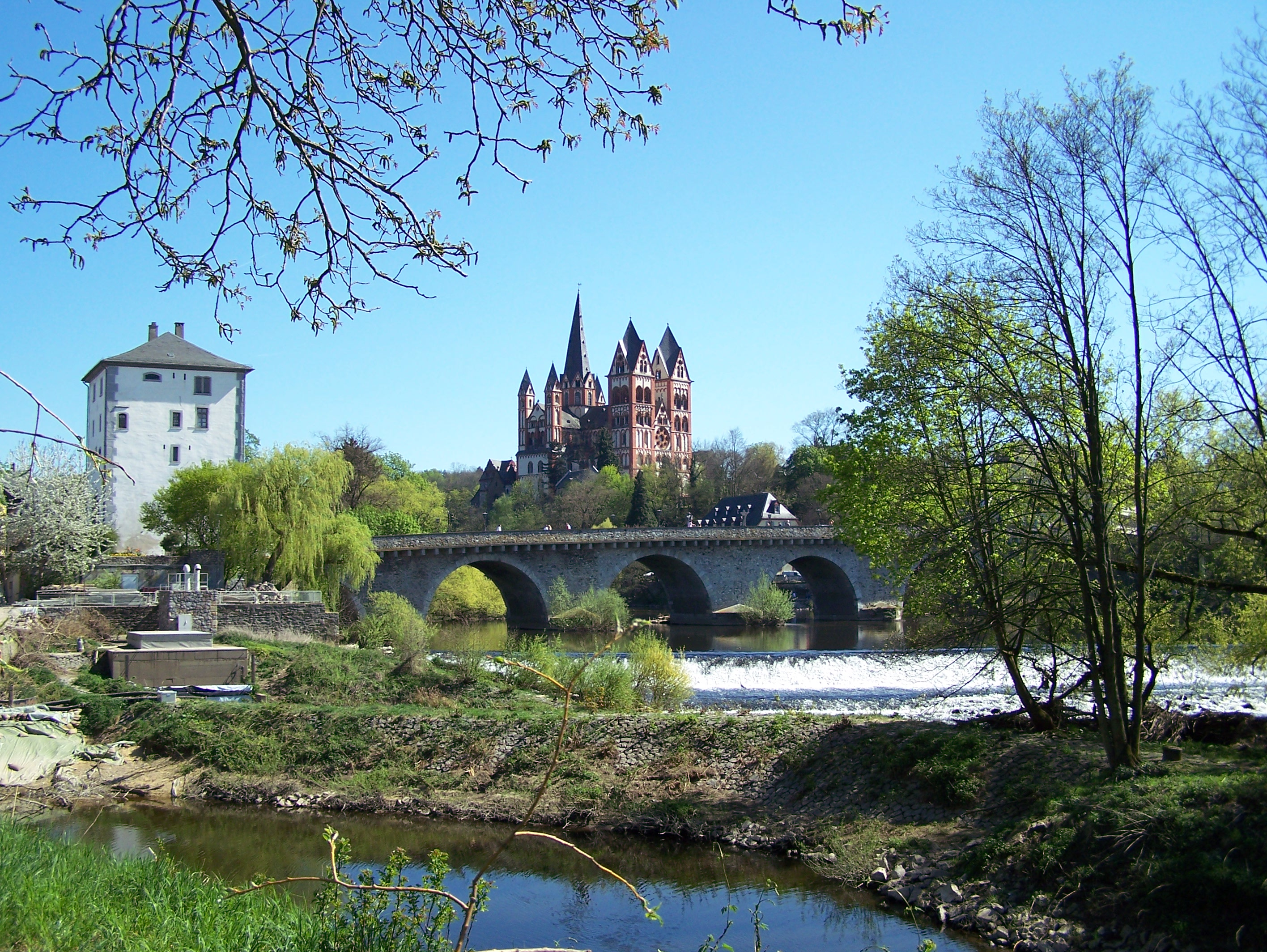
Widok z brzegu Lahnu na katedrę.
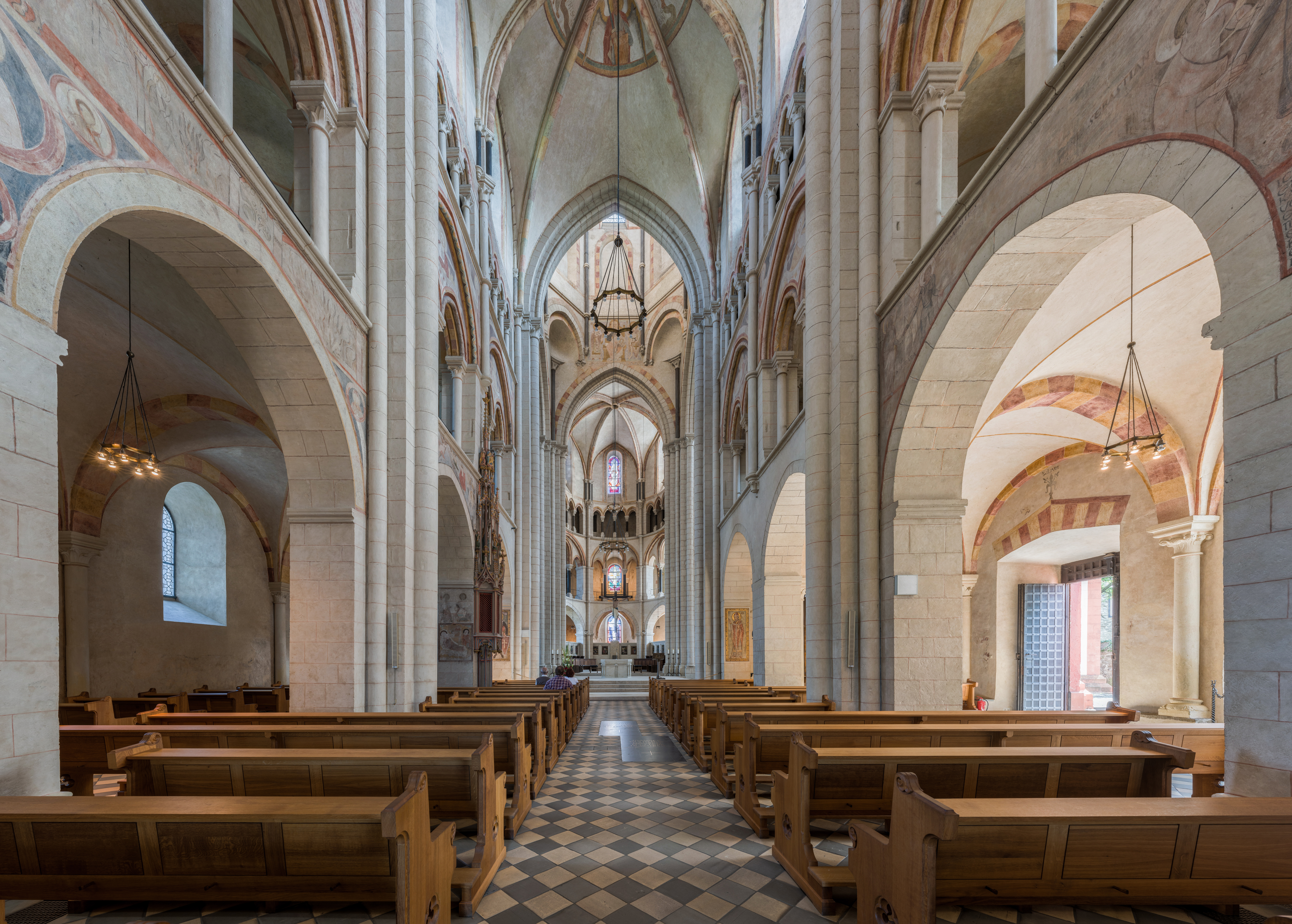
Nawa
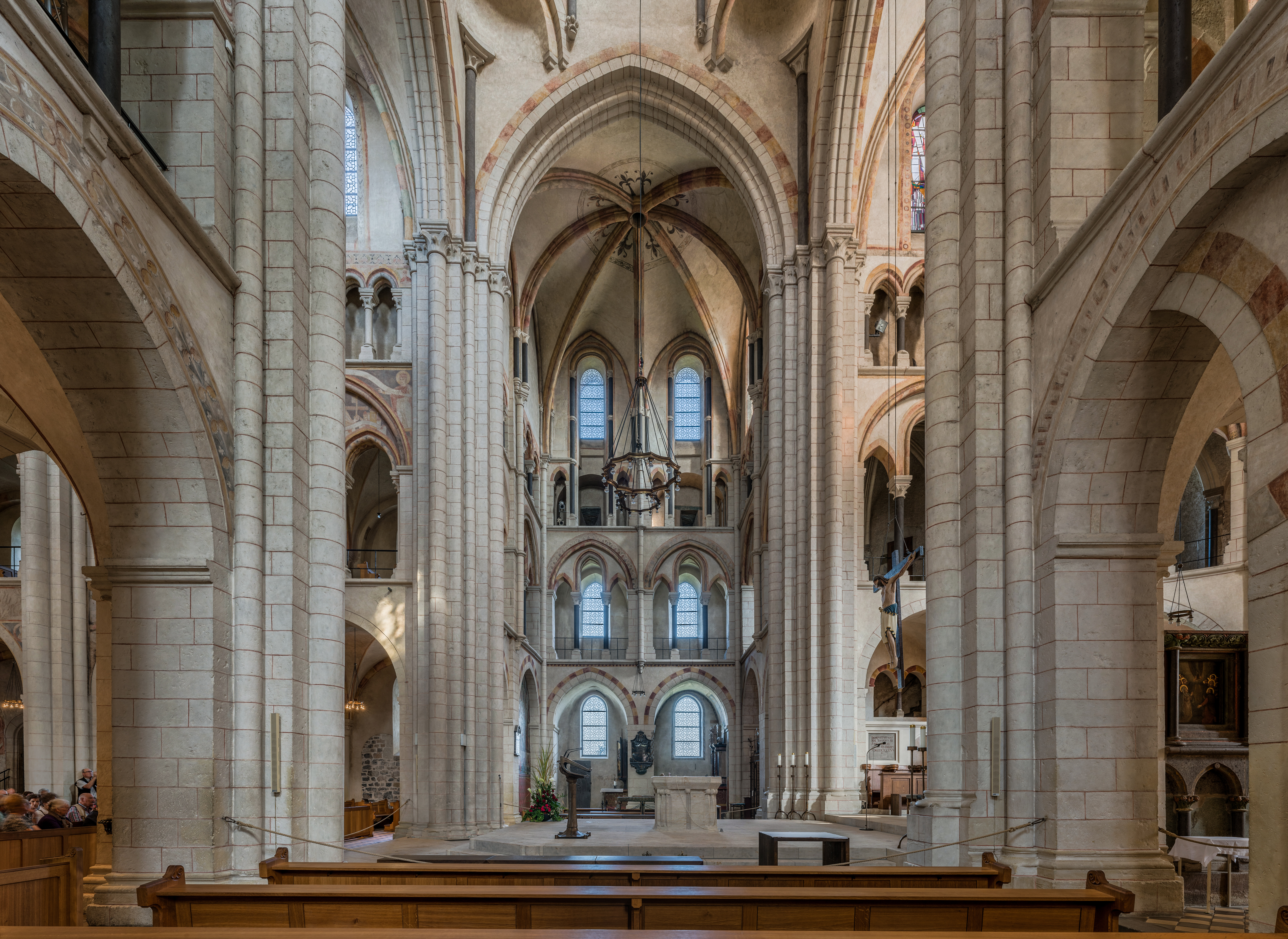
Transept
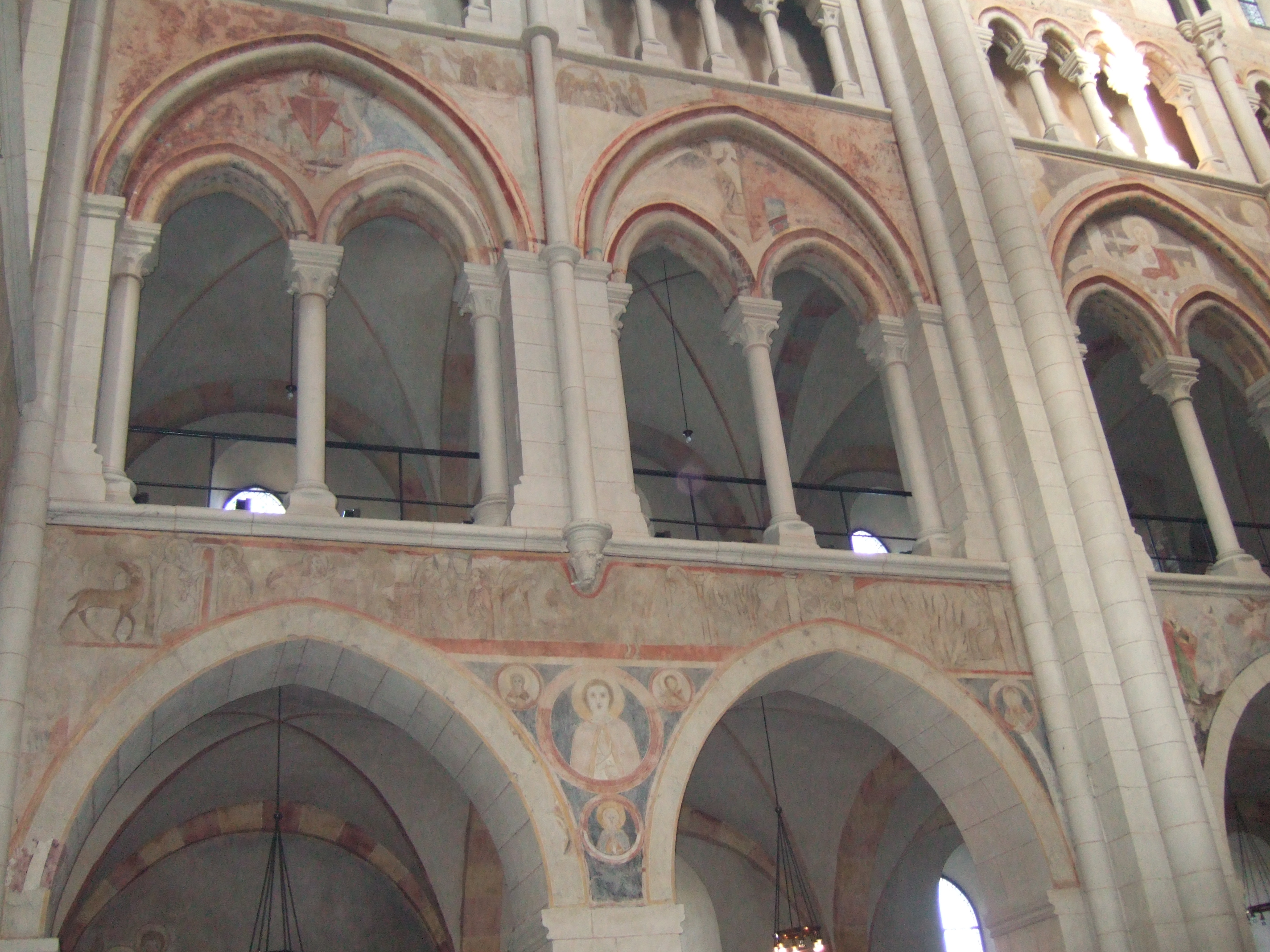
Północna ściana nawy głównej
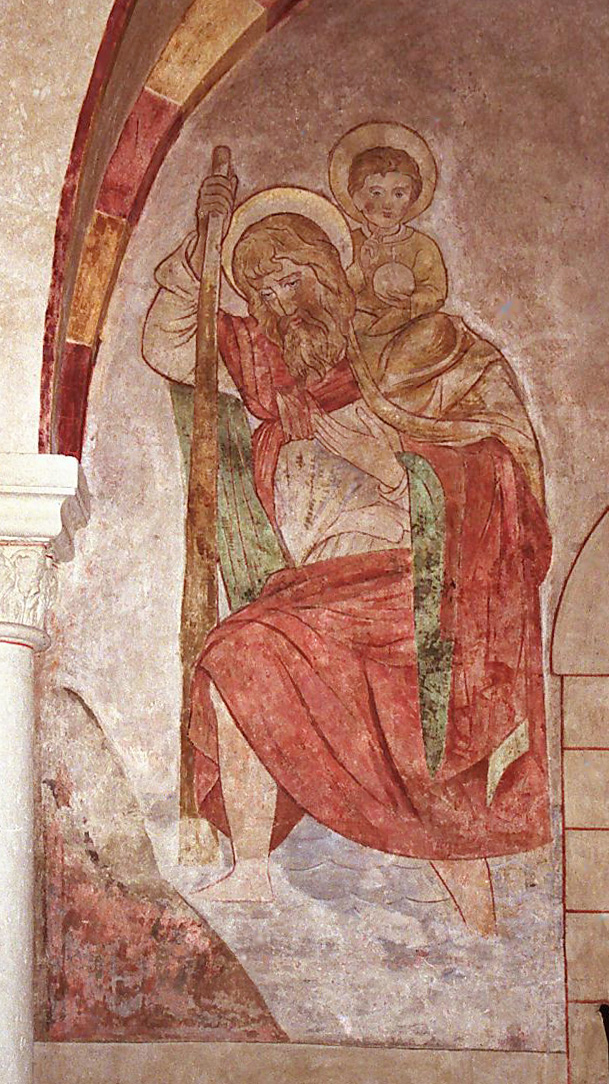
Św. Krzysztof – fragment polichromii
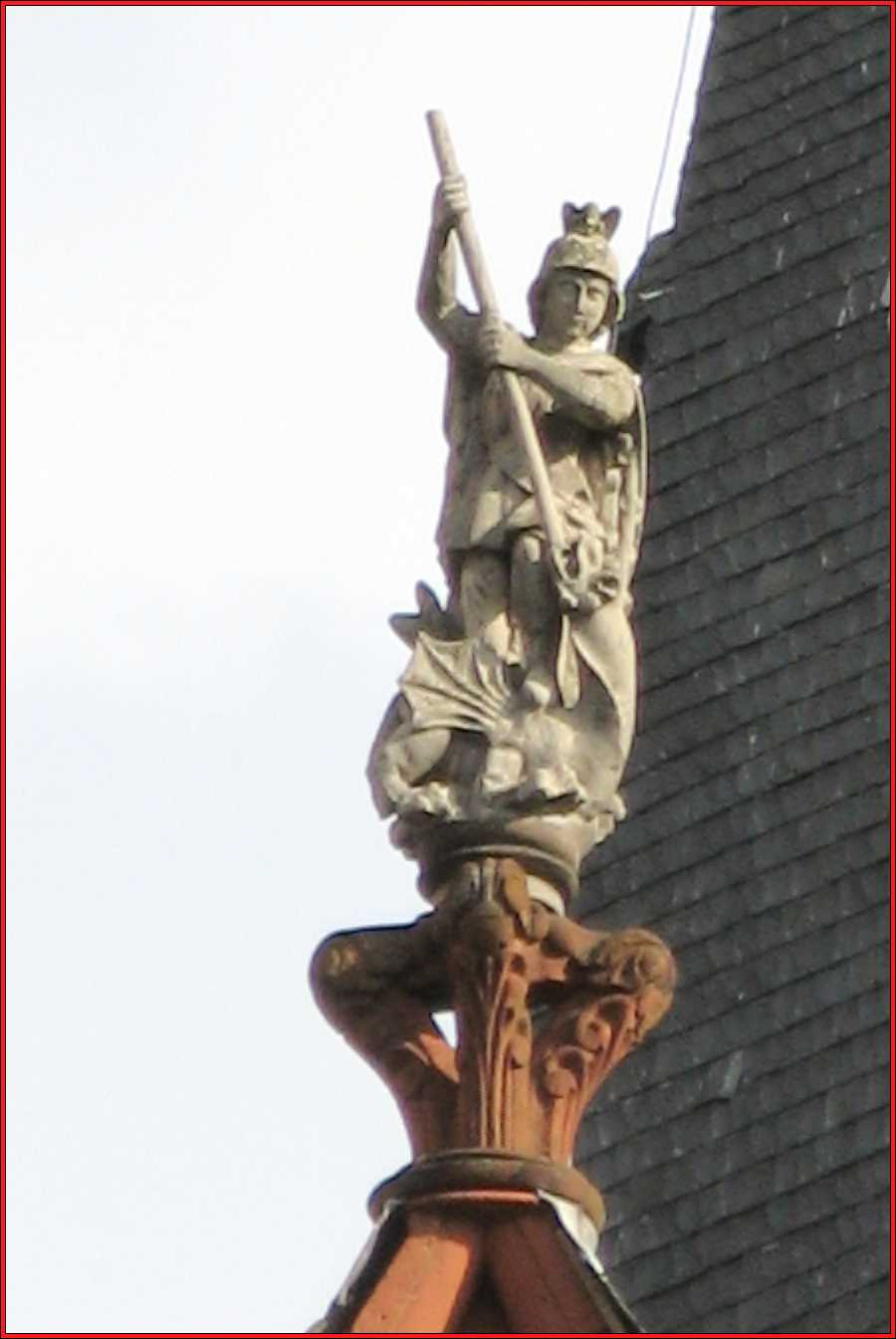
Figura Św. Jerzego w portalu głównym